# Лоусон Краус
Лоусон Краус (англ. Lawson Crouse; 23 червня 1997, м. Лондон, Канада) — канадський хокеїст, лівий нападник. Виступає за «Кінгстон Фронтенакс» у Хокейній лізі Онтаріо (ОХЛ). 
Вихованець хокейної школи «Елджін-Міддлсекс МХА». Виступав за «Кінгстон Фронтенакс» (ОХЛ). 
У складі молодіжної збірної Канади учасник чемпіонату світу 2015. У складі юніорської збірної Канади учасник чемпіонату світу 2014.
Досягнення
- Переможець молодіжного чемпіонату світу (2015)
- Бронзовий призер юніорського чемпіонату світу (2014)